# Evolvulus riedelii
Evolvulus riedelii är en vindeväxtart som beskrevs av Carl Daniel Friedrich Meisner. Evolvulus riedelii ingår i släktet Evolvulus och familjen vindeväxter. Inga underarter finns listade i Catalogue of Life.